# Ahvaz
Ahvaz uttal (fil) (persiska: اَهواز) är huvudstaden i provinsen Khuzestan i sydvästra Iran. Den är också administrativt centrum för delprovinsen (shahrestan) Ahvaz. Staden är en av landets största och har cirka 1,2 miljoner invånare.

## Klimat
Ahvaz har långa heta somrar, och korta milda vintrar. I Ahvaz kan klimatet bli mycket hett på somrarna. Klimatet når ofta upp emot över 50 grader, från slutet av juni till augusti.
|                                            | Jan  | Feb  | Mar  | Apr  | Maj  | Jun  | Jul  | Aug  | Sep  | Okt  | Nov  | Dec  |
| ------------------------------------------ | ---- | ---- | ---- | ---- | ---- | ---- | ---- | ---- | ---- | ---- | ---- | ---- |
| Normaldygnets maximitemperaturs medelvärde | 17,3 | 20,3 | 25,3 | 31,8 | 39,0 | 44,3 | 46,2 | 45,3 | 42,5 | 35,6 | 26,5 | 19,4 |
| Normaldygnets minimitemperaturs medelvärde | 6,5  | 8,2  | 11,8 | 16,7 | 22,2 | 25,1 | 27,3 | 26,5 | 22,6 | 17,9 | 12,3 | 7,7  |
|                                            |      |      |      |      |      |      |      |      |      |      |      |      |
| Nederbörd                                  | 52,8 | 32,1 | 27,3 | 15,7 | 6,7  | 0,6  | 0,1  | 0,0  | 0,1  | 8,3  | 31,9 | 52,9 |

| Diagram | temperaturer i °C • månadsnederbörd i mm • Källa: WMO | temperaturer i °C • månadsnederbörd i mm • Källa: WMO | temperaturer i °C • månadsnederbörd i mm • Källa: WMO | temperaturer i °C • månadsnederbörd i mm • Källa: WMO | temperaturer i °C • månadsnederbörd i mm • Källa: WMO | temperaturer i °C • månadsnederbörd i mm • Källa: WMO | temperaturer i °C • månadsnederbörd i mm • Källa: WMO | temperaturer i °C • månadsnederbörd i mm • Källa: WMO | temperaturer i °C • månadsnederbörd i mm • Källa: WMO | temperaturer i °C • månadsnederbörd i mm • Källa: WMO | temperaturer i °C • månadsnederbörd i mm • Källa: WMO | temperaturer i °C • månadsnederbörd i mm • Källa: WMO |
|         | 53 17 7                                               | 32 20 8                                               | 27 25 12                                              | 16 32 17                                              | 7 39 22                                               | 1 44 25                                               | 0 46 27                                               | 0 45 27                                               | 0 43 23                                               | 8 36 18                                               | 32 27 12                                              | 53 19 8                                               |